# Брянцево (Ярославская область)
Брянцево — деревня в составе Константиновского сельского поселения Тутаевского района Ярославской области .
Деревня находится на юго-востоке сельского поселения, к юго-востоку от Тутаева и посёлка Константиновский. Она стоит на крутом и высоком правом берегу Волги. Это последняя деревня Тутаевского района вниз по правому берегу Волги, ниже начинается Ярославский район. Южнее деревни проходит федеральная трасса Р151 Ярославль—Тутаев. Между Брянцево и федеральной трассой стоит деревня Белавино .
В деревне находится дачное некоммерческое партнерство «Брянцево» .
Деревня Брянцова указана на плане Генерального межевания Борисоглебского уезда 1792 года. В 1825 году Борисоглебский уезд был объединён с Романовским уездом. По сведениям 1859 года деревня относилась к Романово-Борисоглебскому уезду .
Почтовое отделение, находящееся в посёлке Микляиха, обслуживает в деревне 34 владения на Волжской и 6 владений на Зелёной улицах .

## Достопримечательности
К востоку от деревни на волжском берегу находится Казанская церковь бывшего села Петропавловского-на-Быковых горах.